# 菅間勘太郎
菅間 勘太郎（すがま かんたろう、1865年6月20日〈慶応元年5月27日〉 - 没年不明）は、日本の篤農家、政治家。埼玉県北足立郡指扇村長。

## 経歴
埼玉県北足立郡指扇村字宝来（現・さいたま市西区宝来）に生まれる。1901年に村会議員に挙げられ1910年に満期退職する。1905年に助役に挙げられる。1908年に村長に推薦され、1912年に満期退職する。次いで宝来の区職に奉職する。

## 人物
埼玉県北足立郡三橋村長の武笠庄太郎は次弟である。